# Johnny Flynn
John Patrick Vivian Flynn, född 14 mars 1983 i Kapstaden, Sydafrika, är en brittisk skådespelare, musiker och poet, som anger W.B. Yeats och Shakespeare som influenser. Han är sångare i bandet Johnny Flynn & The Sussex Wit, som är ett engelskt folkrockband med skivkontrakt hos Transgressive Records. Bandet har fått fin kritik från kritiker i tidningar så som Rolling Stone och The Times.
Han är också medlem i teatergruppen Propeller och har spelat i flera pjäser med dem, däribland Shakespeares Trettondagsafton. Flynn har dessutom medverkat i flera filmer. Senast huvudrollen i filmen Stardust, som handlar om David Bowies tidiga levnadsår, 

## Skådespeleri
Med gruppen Propeller har han spelat i pjäser som Trettondagsafton och Richard Beans pjäs The Heretic vid Royal Court Theatre (2011). Han spelade också Lee i Jez Butterworths pjäs Jerusalem. Sommaren 2012 framträdde Flynn i Shakespeare's Globes teaterproduktion av Richard III, som Lady Anne, mot Mark Rylance som också uppträdde i Jerusalem.

## Johnny Flynn & The Sussex Wit
Johnny Flynn & The Sussex Wit är ett engelskt folkrockband med skivkontrakt hos Transgressive Records, där Johnny är sångare. Gruppens andra album Been Listening släpptes på Transgressive den 7 juni 2010, och följdes av en världsturné. Debutalbumet, A Larum, släpptes sommaren 2008, och EP:n Sweet William EP släpptes 2009.
Flynn var en av "Fricke's Picks' i musikmagasinet Rolling Stone i augusti 2008. Kritikern David Fricke kallade debutalbumet A Larum "marvellous" (fantastiskt) och "buyoant" (livlig). Han har även förutspåtts  "nästa affischstjärna på nu-folkscenen" av The Times. "Kentucky Bill" var enligt 30 mars det "världens hetaste albumet" enligt Zane Lowes BBC Radio 1-show.

## Övriga framträdanden
I juli 2009 framträdde Flynn i Lisa Mitchells musikvideo till singeln "Coin Laundry" från albumet Wonder. Ett liveframträdande av "Been Listening" var med på DVD:n till specialutgåvan av Laura Marlings album I Speak Bcause I Can. Han var även med i Lotus Eaters i London, samt medverkar i den franska filmen Après mai (2012) där han framför en låt. Flynn har medverkat i en episod av Black Cab Sessions och han var med i Brian Cranos film A Bag of Hammers. I december 2008 deltog Flynn i en tributkoncert för Sandy Denny vid Queen Elizabeth Hall i London.
Alt-J refererar till honom i sin låt 'Matilda'.

## Biografi och familj
Flynn föddes i Kapstaden i Sydafrika men flyttade vid tre års ålder till Hampshire i Storbritannien. Flynn är sedan 2011 gift med Beatrice Minns som han har känt sedan tonåren. Deras första barn föddes i mars 2011. 

## Diskografi

### Album
- A Larum (2008)
- Been Listening (2010)

### Singlar och EP
- Ode to a Mare Trod Ditch (2007)
- "The Box" (2007)
- The Epic Tale of Tom and Sue (2007)
- Hong Kong Cemetry EP (2008)
- Napster Session [Digital-only release] (2008)
- "Brown Trout Blues" (2008)
- "Leftovers" (2008)
- "Tickle Me Pink" (2008)
- "Fee Fie Foe Fum" [Split 7" with Laura Marling] (2008)
- [Untitled 10" Vinyl] (2008)
- Sweet William EP (2009)
- "Kentucky Pill" (2010)
- "Barnacled Warship" (2010)
- "The Water" (2010)

### Framträdanden på samlingsalbum
- NME Presents: Independent Thinking - Transgressive Records (2006) - "Tickle Me Pink (Demo)"
- The Mules present "Pick Your Own" (2007) - "Hello Hello"
- NME Presents: Love Music Hate Racism (2007) - "Cold Bread (Engine Room Demo)"
- MOJO Presents: The White Album Recovered (2007) - "Rocky Racoon (The Beatles Cover)"
- Communion (2010) - "In the Honour of Industry"
- "Cider Smiles - Volume III", Hide and Seek Records (2010) "Drum"